# Ernst Kaps
Die Ernst Kaps Klavierfabrik AG war eine Klavierfabrik in Dresden.

## Geschichte
Das Unternehmen wurde 1858 von Ernst Kaps, einem deutschen Hersteller und Händler von Klavieren und Flügeln, in Dresden gegründet. Kaps wurde kurz nach der Gründung zum Hofpianofortefabrikanten und Hoflieferanten des Königreichs Sachsen ernannt. 1876 nahm das Unternehmen als Aussteller an der Weltausstellung in Philadelphia (USA) teil. 1922 begann eine Zusammenarbeit mit dem Klavierbauer Johann Kuhse. Das Unternehmen ging 1925 in die Kaps-Kuhse Pianoforte AG über.

## Modelle
Kaps entwickelte und baute zwischen 1858 und 1925 eine nicht näher bekannte Anzahl von Klavieren und Flügeln. Die Modelle waren aufgrund der innovativen Weiterentwicklungen sehr vielseitig. Alle Klaviere und Flügel wurden mit fortlaufenden Seriennummern versehen, die jedoch vermutlich zu Jahreswechseln aufgerundet wurden, sodass die Seriennummer keinen Aufschluss über die Anzahl der gefertigten Stücke liefert. Die Tabelle gibt Aufschluss über die Zuordnung der Seriennummern zum Herstellungsjahr.
| Jahr | Seriennummer | Jahr | Seriennummer | Jahr | Seriennummer |
| ---- | ------------ | ---- | ------------ | ---- | ------------ |
| 1858 | 1            | 1877 | 4.001        | 1885 | 10.001       |
| 1869 | 501          | 1880 | 6.001        | 1888 | 12.001       |
| 1872 | 1.001        | 1883 | 8.001        | 1890 | 14.001       |

## Erfindungen und Patente

### Resonator
Die wichtigste Erfindung war der sogenannte Resonator, eine Vorrichtung, durch die die Klangschönheit und Fülle des Tons, namentlich in den höheren Registern, wesentlich erhöht wird. Die damit versehenen Instrumente heißen „Patentflügel mit Resonator“. Derselbe besteht aus einem in der für den Klavierbau überhaupt maßgebenden Harfenform gebauten Schallkasten, der auf den Resonanzboden aufgeschraubt ist. Ein unten mit Rippen versehener Resonanzboden bildet die Decke desselben. Der Teil der Saiten, der über dem Resonator liegt, hat unter seiner Mitte stets ein Schallloch, wohin die Saitenchöre durch einen auf dem Resonanzboden befestigten Schallkanal vom Steg aus geführt werden. Diese Einrichtung dient dazu, der Resonanz der meist zu dünnen Töne des Sopran und höherer Register eine erhebliche Verstärkung, dem Timbre der einzelnen Oktavengattungen zugleich eine größere Übereinstimmung und richtiges Verhältnis in der Klangstärke zu verleihen.

### Stutzflügel
1865 baute Kaps den ersten Flügel mit kreuzsaitigem Bezug. Das nach ihm benannte System bezog sich auf Flügel kleinsten Formats (Stutzflügel), die nur etwa 1,50 m lang waren. Sie zeichneten sich sowohl durch Solidität und Haltbarkeit als auch durch lieblichen und dennoch kräftigen Ton aus, wobei die Adaption der Steinwayschen Repetitionsmechanik von wesentlichem Vorteil war.

### Saitenlage in Flügeln
1876 erhielt Kaps ein Patent auf eine neue Saitenlage in Flügeln, die besondere Mensuren der Saiten beinhaltete.